# Pfennig
O pfennig ou, em português fénigue (literalmente, centavo) era uma moeda alemã produzida na Idade Média e utilizada de 1924 a 1948, quando foi substituída pelo marco alemão, a qual permaneceu até 2002 com a ingressão da Alemanha à União Europeia, em que o euro se tornou a moeda em circulação.